# Roger Cook
Roger Frederick Cook (19 de agosto de 1940) es un cantante, compositor y productor discográfico británico autor de numerosos exitosos para otros artistas discográficos. 
Es conocido por sus colaboraciones con Roger Greenaway. Las composiciones de Cook incluyen temas como "You've Got Your Troubles", "I'd Like to Teach the World to Sing" y "Long Cool Woman in a Black Dress". Fueron la primera asociación de compositores del Reino Unido en ganar un premio Ivor Novello como 'Compositores del año' en dos años consecutivos. En 1997, Cook se convirtió en el primer y único compositor británico en ingresar al Salón de la Fama de los Compositores de Nashville.

## Biografía
Cook nació en Fishponds, Bristol, Inglaterra. La mayoría de los éxitos que ha escrito han sido en colaboración con Roger Greenaway, a quien conoció originalmente cuando eran miembros de un grupo de armonía llamado The Kestrels. Continuando como dúo, Cook y Greenaway tuvieron una breve pero exitosa carrera discográfica entre 1965 y 1967 logrando éxitos con una versión de "Michelle" de los Beatles y su propia "Lovers of the World Unite". También escribieron su primer éxito como compositores para otros en 1965, con "You've Got Your Troubles", número 2 en el Reino Unido y número 7 en los Estados Unidos para The Fortunes.
Como intérprete, Cook es recordado como miembro de Blue Mink, compartiendo la voz principal con Madeline Bell. El grupo se formó en 1969, principalmente como equipo de productores, con una gran cantidad de músicos de sesión de primer nivel, incluidos Herbie Flowers (bajista), Alan Parker (guitarrista), Roger Coulam (tecladista) y Barry Morgan (baterista), que fueron simultáneamente miembros del conjunto de fusión de jazz / rock / big band CCS.
Durante los siguientes cuatro años, Blue Mink tuvo varias entradas en el Top 20, en su mayoría coescritas por Cook, siendo las más exitosas "Melting Pot" y "Banner Man", antes de que se disolvieran en 1974.
Cook también cantó coros en algunas de las primeras grabaciones de Elton John, y continuó grabando álbumes como solista, incluido Study (1970), acreditado a Roger James Cooke, Meanwhile Back at the World (1972), Minstrel in Flight (1973) y Alright (1976).
Entre los éxitos que ha escrito en colaboración con otros compositores, incluidos Greenaway, Albert Hammond, Mike Hazlewood y Tony Macaulay, se encuentran "I'd Like to Teach the World to Sing" (The New Seekers), "Good Times, Better Times" (Cliff Richard), "Softly Whispering I Love You" (The Congregation), "Something's Gotten Hold of My Heart" (Gene Pitney), "Home Lovin' Man" (Andy Williams), "Long Cool Woman in a Black Dress" (The Hollies); "Freedom Come, Freedom Go" (The Fortunes), "Doctor's Orders" ( Sunny ), "I Was Kaiser Bill's Batman" ( Whistling Jack Smith ) y "Like Sister and Brother" (The Drifters). "Miracles" (Don Williams), Cook coescribió "I Just Want to Dance with You" con John Prine; Prine grabó la canción en 1986 para su álbum German Afternoons, y fue un éxito para George Strait en 1998.
Cook y Greenaway también escribieron "High 'N' Dry" (Cliff Richard), que fue la cara B de "Congratulations", la canción finalista del Festival de la Canción de Eurovisión del Reino Unido en 1968.
En 1975, Cook se mudó a Estados Unidos y se instaló en Nashville, Tennessee, donde produjo más éxitos, incluidos "Talking in Your Sleep" paraCrystal Gayle en 1978, grabado por primera vez por Marmalade y "Love Is on a Roll" (Don Williams). En 1977 produjo The Nashville Album, un disco de Chip Hawkes, quien recientemente había dejado The Tremeloes (pero se reincorporaría al grupo unos años después). También abrió una editorial con el consumado compositor Ralph Murphy llamada Pic-A-Lic.
En 1992 se unió al exmiembro de The Stranglers, Hugh Cornwell y al guitarrista Andrew West para lanzar un álbum, CCW. Más tarde se dedicó a escribir para teatro y trabajó en dos musicales, Beautiful and Damned, basado en la vida del autor F. Scott Fitzgerald y su esposa Zelda, en colaboración con Les Reed y Don't You Rock Me Daddio, ambientada en 1957 en el apogeo de la era del skiffle, con Joe Brown.
En 1997, Cook se convirtió en el primer compositor británico en ingresar al Salón de la Fama de Compositores de Nashville.

## Discografía

### Álbumes
- Study (1970)
- Meanwhile Back at the World (1972)
- Minstrel in Flight (1973)
- Alright (1976)[1]
- Mother Tongue (1980)

### Como compositor
- "Banner Man" (con Roger Greenaway y Herbie Flowers) Blue Mink, 1971
- "(Blame It) On the Pony Express" (con Roger Greenaway y Tony Macaulay) Johnny Johnson & the Bandwagon, 1970
- "Freedom Come, Freedom Go" (con Roger Greenaway, Albert Hammond y Mike Hazlewood) The Fortunes, 1971
- "Home Lovin' Man" (con Roger Greenaway y Tony Macaulay) Andy Williams, 1970
- "I Believe in You" (con Sam Hogin) 1980 Don Williams
- "I Was Kaiser Bill's Batman" (con Roger Greenaway) Whistling Jack Smith, 1967
- "I'd Like to Teach the World to Sing" (con Roger Greenaway, Bill Backer y Billy Davis) The Hillside Singers, 1971;[11] The New Seekers, 1971[11]
- "If It Wasn't for the Reason That I Love You" (con Roger Greenaway) Miki Anthony, 1973
- "Long Cool Woman in a Black Dress" (con Roger Greenaway y Allan Clarke) The Hollies, 1972[12]
- "Melting Pot" (con Roger Greenaway) Blue Mink, 1969
- "Softly Whispering I Love You" (con Roger Greenaway) The Congregation, 1971[13][14]
- "Something Tells Me (Something's Gonna Happen Tonight)" (con Roger Greenaway) Cilla Black, 1971
- "Something's Gotten Hold of My Heart" (con Roger Greenaway) Gene Pitney, 1967; Marc Almond con Gene Pitney, 1989
- "A Way of Life" (con Roger Greenaway) Family Dogg, 1969
- "You've Got Your Troubles" (con Roger Greenaway) The Fortunes, 1965[1]
- "I Just Want to Dance with You" (con John Prine) 1986
- "Glory of True Love" (con John Prine) 2005